# Grande Prêmio do México de 1962
O I Grande Prêmio do México foi realizado em 4 de novembro de 1962 no circuito de  Magdalena Mixhuca, Cidade do México. A prova não era válida pelo campeonato mundial de Fórmula 1 porém foi realizada sob o mesmo regulamento e atraiu alguns dos melhores pilotos e equipes do mundo.  A corrida teve 60 voltas e foi marcada pelo acidente que matou o prodígio mexicano Ricardo Rodríguez.

## Resultados
| Pos. | Piloto                    | Inscrito pela                  | Construtor     | Tempo/Diferença      | Grid       |
| ---- | ------------------------- | ------------------------------ | -------------- | -------------------- | ---------- |
| 1    | Trevor Taylor / Jim Clark | Team Lotus                     | Lotus-Climax   | 2:03:50.09           | 3          |
| 2    | Jack Brabham              | Brabham Racing Organisation    | Brabham-Climax | + 1:01.01            | 7          |
| 3    | Innes Ireland             | UDT Laystall Racing Team       | Lotus-Climax   | + 1 volta            | 2          |
| 4    | Jim Hall                  | Jim Hall                       | Lotus-Climax   | + 1 volta            | 10         |
| 5    | Masten Gregory            | UDT Laystall Racing Team       | Lotus-BRM      | + 1 volta            | 9          |
| 6    | Rob Schroeder             | John Mecom                     | Lotus-Climax   | + 3 voltas           | 11         |
| 7    | Carel Godin de Beaufort   | Ecurie Maarsbergen             | Porsche        | + 3 voltas           | 12         |
| 8    | Homer Rader               | Jim Hall                       | Lotus-Climax   | + 3 voltas           | 14         |
| 9    | Jay Chamberlain           | Ecurie Excelsior               | Lotus-Climax   | + 7 voltas           | 16         |
| Ret  | Walt Hansgen              | Walter Hansgen                 | Lotus-Climax   | Problemas na ignição | 13         |
| Ret  | Roger Penske              | Dupont Team Zerex              | Lotus-Climax   | Câmbio               | 6          |
| Ret  | Bruce McLaren             | Cooper Car Company             | Cooper-Climax  | Motor                | 5          |
| DSQ  | Jim Clark                 | Team Lotus                     | Lotus-Climax   | Queimou a largada    | 1          |
| Ret  | Roy Salvadori             | Bowmaker-Yeoman Racing Team    | Lola-Climax    | Acidente             | 8          |
| Ret  | Alan Connell              | Alan Connell                   | Cooper-Climax  | Motor                | 15         |
| Ret  | Wolfgang Seidel           | Autosport Team Wolfgang Seidel | Lotus-BRM      | Câmbio               | 17         |
| Ret  | John Surtees              | Bowmaker-Yeoman Racing Team    | Lotus-Climax   | Ignição              | 4          |
| WD   | Moises Solana             | Bowmaker-Yeoman Racing Team    | Cooper-BRM     | Muito lento          | [ nota 1 ] |
| FAT  | Ricardo Rodríguez         | Rob Walker Racing Team         | Lotus-Climax   | Acidente fatal       | -          |
| DNS  | Dan Gurney                | Porsche System Engineering     | Porsche        |                      |            |
| DNS  | Jo Bonnier                | Porsche System Engineering     | Porsche        |                      |            |